# Ye'elimita
La ye'elimita es un mineral de la clase de los minerales sulfatos, y dentro de esta pertenece al llamado “grupo de la sodalita”. Fue descubierta en 1983 en Har Ye'elim al oeste del mar Muerto (Israel), y fue nombrada así por esta localización. Un sinónimo es su clave: IMA1984-052.

## Características químicas
Es un sulfato anhidro de calcio con aniones adicionales de aluminato. Se descompone rápidamente en agua, dando ettringita e hidróxido de aluminio.

## Formación y yacimientos
Se ha encontrado formando parte de la materia cementante en una roca pseudo-conglomerado, formada por metamorfismo de alta temperatura —más de 900 °C— en rocas calizas. También se encontraba como residuo de la quema de carbón.
Suele hallarse asociado a otros minerales como: larnita, brownmillerita o fluorapatito sulfato-fosfático.

## Usos
Antes de su descubrimiento en estado mineral, era bien conocido como un componente sintético en cementos con sulfoaluminatos, o como el cemento Portland. Su reacción con agua lo transforma en la fibrosa ettringita, que le dan consistencia y fuerza al cemento preparado con ye'elimita.